# ジェシカ・ブラウン・フィンドレイ
ジェシカ・ローズ・ブラウン・フィンドレイ（英: Jessica Rose Brown Findlay、1989年9月14日 - ）は、イングランド・バークシャー・クッカム出身の女優である。ITVのドラマ『ダウントン・アビー』で演じたレディ・シビル・クローリー役、イギリスのコメディドラマ映画『アルバトロス』などで知られる。

## 俳優になるまで
ブラウン・フィンドレイはバークシャー・クッカム出身で、ファイナンシャル・アドバイザーの父と教員助手の母の間に生まれた。彼女はナショナル・ユース・バレエ（英: The National Youth Ballet）、アソシエーツ・オブ・ロイヤル・バレエに通い、15歳の時には、ロイヤル・オペラ・ハウス（ロンドン）でのキーロフ・バレエ夏期公演に招待されて出演した。
彼女はメイデンヘッドのファーズ・プラット・シニア・スクール (Furze Platt Senior School) に通った。一般中等教育修了試験 (GCSE) 後、彼女は数多のバレエ学校から誘いを受けたが、一般教育修了上級レベルコースとパストラルケアの存在からアーツ・エデュケーショナル・スクール (en) への進学を決めた。ブラウン・フィンドレイは2年間この学校に通い、2年目には足関節の手術を3回受けたが、最後の1回は失敗に終わった。バレエの道に戻れないと告げられた彼女は、今まで考えてはきたものの挑戦はしていなかった演技の道に進むことにした。美術教師の応援を受け、彼女はトリング・パークのアーツ・エデュケーショナル・スクール (en) を修了し、ロンドン芸術大学・セントラル・セント・マーチンズ・カレッジの美術専攻コースに進学した。

## 俳優としてのキャリア
ブラウン・フィンドレイは、ニアル・マコーミック (en) 監督の映画『アルバトロス』で主役のエメリアを演じた。また、E4のテレビ番組『Misfits/ミスフィッツ-俺たちエスパー!』の2話にも出演した。彼女のキャリアで大きな転機となったのは、『ダウントン・アビー』で演じたグランサム伯爵令嬢姉妹の末娘、シビル・クローリー役である。ブラウン・フィンドレイは3シーズンでシビル役を演じたが、役のイメージ固定を恐れ、キャリアアップを目指して降板した。次の出演作はアンソロジーシリーズ『ブラックミラー』のエピソード "Fifteen Million Merits" (en) だった。
2012年には宝飾ブランド・ドミニク・ジョーンズのモデルとなったほか、ジョン・マッケイの "Not Another Happy Ending" に出演した。また、ケイト・モスの同名小説を映像化したテレビドラマ『ラビリンス』に出演し、アレイス・ペルティエ役を演じた。
ティム・バートンは、自身の映画『アリス・イン・ワンダーランド』でアリス役に彼女を考えていたと言われているが、結局ミア・ワシコウスカがこの役を獲得した。2015年3月には、『クロウ/飛翔伝説』のリメイクに出演してシェリー役を演じると報じられた。2015年7月には、サディー・ジョーンズの小説を映像化したBBCのテレビドラマ "The Outcast" (en) で、感情的に対立するステップマザーのアリス・オルドリッジを演じた。
2014年には、マーク・ヘルプリンの同名小説を映画化した『ニューヨーク 冬物語』で主役のベヴァリー・ペンを演じた。翌2015年にはポール・マクギガンの映画『ヴィクター・フランケンシュタイン』に、ヒロイン・ローレライ役として登場した。
2015年3月には、ロンドン・アルメイダ・シアターで舞台デビューを果たし、絶賛された新版『オレステイア』でエレクトラ役を演じた。作品は後にウェスト・エンドのトラファルガー・シアターに移って公演が続けられた。脚本・監督はロバート・イッケが担当し、同じ劇場で翌年2月に上演された『ワーニャ伯父さん』では、イッケは再び彼女を起用した。2016年9月には、同じくアルメイダ・シアターで上演された『ハムレット』で、オフィーリア役を演じた。
2016年にはモリッシーの青年期・キャリアを描く伝記映画『イングランド・イズ・マイン モリッシー, はじまりの物語』に出演することが発表された。
2017年には、18世紀イングランドで売春宿を営み、苦しみながらも娘たちを育てたマーガレット・ウェルズの生涯を描くドラマ "Harlots" (en) で、主人公の娘で売春婦のシャーロット・ウェルズを演じることが報じられた。このドラマはアリソン・ニューマン、モイラ・バフィーニが手掛けるもので、2017年3月27日にイギリス・ITVアンコールで、翌々日の2月29日にアメリカ・Hulu Plusで第1話が放送された。作品はハリー・ルーベンホールドの "The Covent Garden Ladies" に触発されて製作されている。

## フィルモグラフィ

### 映画
| 年   | 作品名                                                                       | 役名                                        | 備考                 | 吹き替え   |
| ---- | ---------------------------------------------------------------------------- | ------------------------------------------- | -------------------- | ---------- |
| 2009 | Man on a Motorcycle                                                          | ベッドの少女 Girl in Bed                    | 短編映画             |            |
| 2011 | アルバトロス Albatross                                                       | エメリア・コナン・ドイル Emelia Conan Doyle |                      |            |
| 2014 | ニューヨーク 冬物語 Winter's Tale                                            | ベヴァリー・ペン Beverly Penn               |                      | 早見沙織   |
| 2014 | ララバイ Lullaby                                                             | カレン・ローウェンスタイン Karen Lowenstein |                      |            |
| 2014 | ライオット・クラブ The Riot Club                                             | レイチェル Rachel                           |                      |            |
| 2015 | ヴィクター・フランケンシュタイン Victor Frankenstein                         | ローレライ Lorelei                          |                      | うえだ星子 |
| 2016 | マイ ビューティフル ガーデン This Beautiful Fantastic                        | ベラ・ブラウン Bella Brown                  |                      |            |
| 2017 | イングランド・イズ・マイン モリッシー, はじまりの物語 England Is Mine        | リンダー・スターリング Linder Sterling      |                      |            |
| 2017 | Monster Family                                                               | Fay (voice)                                 |                      |            |
| 2018 | ガーンジー島の読書会の秘密 The Guernsey Literary and Potato Peel Pie Society | エリザベス・マッケンナ Elizabeth McKenna    |                      |            |
| 2020 | The Banishing                                                                | Marianne                                    |                      |            |
| 2021 | Munich: The Edge of War                                                      | Pamela Legat                                |                      |            |
| 2021 | Monster Family 2                                                             | Fay (voice)                                 |                      |            |
| 2022 | Iris Warriors                                                                | Miss Shaw                                   |                      |            |
| 2022 | The Hanging Sun                                                              | Lea                                         | ポストプロダクション |            |

### テレビ番組
| 年          | 作品名                                                     | 役名                                                                           | 局           | 備考                                                                        | 吹き替え   |
| ----------- | ---------------------------------------------------------- | ------------------------------------------------------------------------------ | ------------ | --------------------------------------------------------------------------- | ---------- |
| 2009、2011  | Misfits/ミスフィッツ-俺たちエスパー! Misfits               | レイチェル Rachel                                                              | E4           | 2話                                                                         |            |
| 2010 – 2012 | ダウントン・アビー Downton Abbey                           | レディ・シビル・クローリー（ブランソン） Lady Sybil Crawley→Lady Sybil Branson | ITV          | 20話（シーズン1-3）                                                         | うえだ星子 |
| 2011        | ブラックミラー Black Mirror                                | アビ・カーン Abi Khan                                                          | チャンネル4  | エピソード："Fifteen Million Merits" (en)                                   |            |
| 2012        | ラビリンス Labyrinth                                       | アレイス・ペルティエ・ドゥ・マ Alaïs Pelletier du Mas                          | Sat.1        | ミニシリーズ（2話）                                                         |            |
| 2014        | ジャマイカ・イン Jamaica Inn                               | メアリー・イェロン Mary Yellan                                                 | BBC One      | ミニシリーズ（3話）、ダフニ・デュ・モーリエの小説『埋もれた青春』のドラマ化 |            |
| 2015        | The Outcast (en)                                           | アリス・オルドリッジ Alice Aldridge                                            | BBC One      | 2話                                                                         |            |
| 2017-2019   | Harlots (en)                                               | シャーロット・ウェルズ Charlotte Wells                                         | ITV Encore   | テレビシリーズ（シーズン1-3）                                               |            |
| 2020–2021   | 悪魔城ドラキュラ -キャッスルヴァニア- Castlevania          | レノーア (声) Lenore (voice)                                                   | Netflix      | メインロール; 12話 (シーズン3–4)                                            | 黒木彩加   |
| 2020        | BRAVE NEW WORLD/ブレイブ・ニュー・ワールド Brave New World | Lenina Crowne                                                                  | Peacock      | メインロール                                                                | うえだ星子 |
| 2022        | Life After Life                                            | Izzie Todd                                                                     | BBC Two      | ミニシリーズ (3話)                                                          |            |
| 2022        | The Flatshare                                              | Tiffany "Tiffy" Moore                                                          | パラマウント | メインロール                                                                |            |

### 舞台
| 年   | 作品                         | 役                   | 劇場                  |
| ---- | ---------------------------- | -------------------- | --------------------- |
| 2015 | オレステイア Oresteia        | エレクトラ Electra   | Almeida Theatre       |
| 2015 | オレステイア Oresteia        | エレクトラ Electra   | Trafalgar Theatre     |
| 2016 | ワーニャ伯父さん Uncle Vanya | ソニャ Sonya         | Almeida Theatre       |
| 2017 | ハムレット Hamlet            | オフィーリア Ophelia | Almeida Theatre       |
| 2017 | ハムレット Hamlet            | オフィーリア Ophelia | Harold Pinter Theatre |

## 受賞とノミネート
| 年   | 賞名                               | 部門                                   | 作品                         | 結果       |
| ---- | ---------------------------------- | -------------------------------------- | ---------------------------- | ---------- |
| 2011 | 第14回英国インディペンデント映画賞 | ニューカマー賞 Most Promising Newcomer | アルバトロス Albatross       | ノミネート |
| 2012 | イヴニング・スタンダード英国映画賞 | ニューカマー賞 Most Promising Newcomer | アルバトロス Albatross       | ノミネート |
| 2015 | Ian Charleson Awards               | Special Commendation                   | オレステイア Oresteia        | ノミネート |
| 2016 | Ian Charleson Awards               | Second Prize                           | ワーニャ伯父さん Uncle Vanya | 受賞       |